# Chudobín (Dalečín)
Chudobín (německy Chudobin) byla obec v dnešním okrese Žďár nad Sázavou v Kraji Vysočina. V roce 1950 zde žilo 143 obyvatel. Obec ležela na levém břehu řeky Svratky, asi tři kilometry po proudu od obce Dalečín, s kterou byl Chudobín ve dvou obdobích sloučen. 

## Historie
Nejstarší dochovaný záznam o Chudobíně je ze 14. století, konkrétně z roku 1384, kdy se uvádí jeho jméno v podobě Chudowin. Jméno pochází z osobního jména Chudoba.
Dne 15. dubna 1920 došlo k odloučení od Dalečína a Chudobín získal statut samostatné politické obce. Prvním starostou se stal Rudolf Trapl st., který v této funkci působil osm let. Od roku 1947 začalo postupně docházet ke stěhování prvních rodin v souvislosti s dostavbou vodní nádrže Vír. V roce 1955 zanikla existence chudobínské samosprávy a na krátkou dobu došlo ke sloučení s MNV v Dalečíně.

## Zánik obce
Krajský národní výbor v Brně usnesením ze dne 20. září 1957 zrušil obec Chudobín s účinností od 1. května 1957, kdy došlo i k jejímu faktickému zatopení vodami vodní nádrže Vír.
Dvě chaty, které byly poměrně vysoko nad zátopovou kótou přehrady, nemusely být zlikvidovány s ostatními stavbami v obci. Přečkaly až do roku 1993, kdy musely být zbourány v souvislosti se změnou využívání přehrady a s vymezením pásem hygienické ochrany vodní nádrže.

## Kulturní odkazy

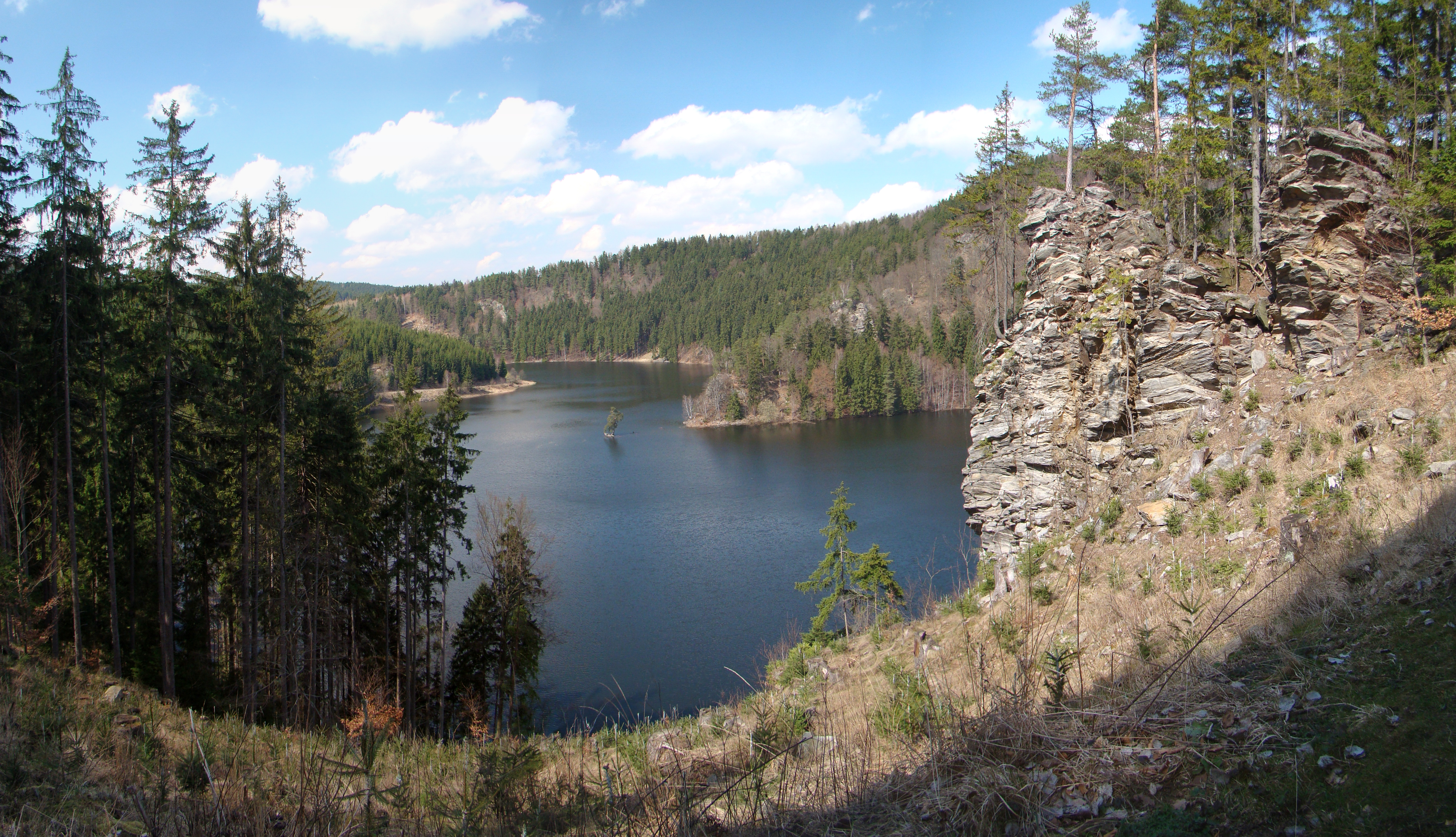
Pohled na Chudobínskou borovici z Kobylí skály při maximálním vzdutí údolní nádrže

V časech plného rozkvětu se obec stala inspiračním zdrojem Václava Svobody Plumlovského (Báseň Chudubín ze sbírky Básně, povídky, cesty).

## Chudobínská borovice
Borovice, která roste na skalnatém výběžku (poloostrově) u Vírské přehrady, zvítězila v anketě Strom roku 2019. Její stáří se odhaduje na 350 let.